# سوتلانا پلووینکا
سوتلانا پلووینکا (انگلیسی: Svetlana Polovinka؛ زادهٔ ۲۸ مهٔ ۱۹۷۷) بازیکن والیبال اهل اوکراین است.